# Royal Botanic Garden Edinburgh
Royal Botanic Garden Edinburgh är en park i Storbritannien.   Den ligger i kommunen City of Edinburgh och riksdelen Skottland, i den centrala delen av landet, 500 km norr om huvudstaden London. Royal Botanic Garden Edinburgh ligger 1 meter över havet.
Terrängen runt Royal Botanic Garden Edinburgh är huvudsakligen platt, men söderut är den kuperad. Havet är nära Royal Botanic Garden Edinburgh norrut.Runt Royal Botanic Garden Edinburgh är det mycket tätbefolkat, med 3 134 invånare per kvadratkilometer. Närmaste större samhälle är Edinburgh, 1,9 km sydost om Royal Botanic Garden Edinburgh. Runt Royal Botanic Garden Edinburgh är det i huvudsak tätbebyggt.